# Patachich Gábor
Zajezdai gróf (1735-től, 1706–1735 báró) Patachich Gábor Hermann Antal (más írásmóddal Patacsics) (Magyarlak, 1699. május 3. – Bécs, 1745. december 5.) kalocsa-bácsi (röviden kalocsai) érsek.

## Élete
Patachich Ádám későbbi kalocsai érsek másod-nagybátyja, apja Patachich Boldizsár horvát nemes, anyja a magyar Geréczy Terézia. Tanulmányait Felső-Stájerországban kezdte, majd a gimnáziumot Varasdon végezte el. Nagyszombatban tanult filozófiát. 1718. október 19-től 1722. augusztus 30-ig a Collegium Germanicum Hungaricum növendéke, ahonnan teológiai doktorátussal tért haza. 1722. április 4-én a Lateráni bazilikában szentelték pappá. Varasd plébánosaként tért haza, 1723-tól egészen 1733-ig zágrábi kanonok.
1729. június 27-től szerémi püspök (1731. február 12-én erősítette meg a pápa, püspökké is ezután szentelték), ahol nagyon nehéz körülmények között kezdett az újjáépítésbe, hiszen sem székesegyháza, sem püspöki rezidenciája, sem klérusa nem volt, hívei is alig.
1733. február 6-án nevezte ki III. Károly kalocsai érsekké, aki a bácsi főispáni hivatalt is rá ruházta. A pápa szeptember 28-án erősítette meg. Érseki egyházmegyéjét november 4-én foglalta el, és még aznap megnyitotta a szemináriumot. 1734-ben és 1738-ban plébániákat vizitált. Megalapította Kecelt és Császártöltést. 1735. június 2-án kezdett neki a kalocsai Főszékesegyház építtetésének. Újjászervezte a káptalant: 5 valóságos és 3 címzetes kanonoknak is helyet teremtett, akik nagy része a paphiány miatt egyben plébános is maradt. 1738. augusztus 14-én a Nagyboldogasszony-napi búcsú előestéjén nyitotta meg az addig elkészült részeket, és iktatta be az új kanonokokat. 10 új plébániát szervezett, kiadta az egyházmegyei statútumokat, valamint az egész érseki tartományra érvényes, a latin mellett magyar, német és délszláv nyelvű szertartáskönyvet (Rituale). 1738-ban pedig zsinatot tervezett, amely azonban csak terv maradt.
Sok időt töltött Hajóson épített érseki kastélyában, amelyből később árvaház lett. Fiatalon hunyt el, holttestét Kalocsán helyezték nyugalomra.

## Művei
- Rituale Romano Colocense..., Buda, 1738
- Statuta generalia..., 1738